# 旭岡山神社
旭岡山神社（あさひおかやまじんじゃ）は、秋田県横手市大沢にある神社。旧社格は村社。
280年の歴史があるとされ、毎年2月17日に行われる梵天奉納祭で知られており、かまくらと並ぶ横手を代表する冬の行事となっている。

## 歴史
社伝によると、大同2年（807年）の征夷大将軍坂上田村麻呂東征の際に創建されたとされるが、慶安2年（1649年）および文政4年（1821年）の祠官宅火災により、詳細は不明となっている。出羽国において勢力を誇った小野寺氏や出羽清原氏、佐竹氏などから篤い崇敬を受け、横手城主横手佐渡守が御社殿（現社殿）を造営した。嘉永7年（1854年）には仙北・平鹿・雄勝の3郡に及ぶ崇敬者による寄進で拝殿が改築された。
1872年（明治5年）には近代社格制度により郷社に列せられたが、1873年（明治6年）に村社へと降格した。1910年（明治43年）には例祭に地方公共団体から神饌幣帛料を供進される神饌幣帛料供進神社に指定。1911年（明治44年）11月24日には神社合祀令により、山内村小松川・李原・南郷・三又・黒沢・土渕・大沢の村社及び無格社合計14社を合祀。
本殿には御神体と薬師十二神将が安置されている他、1956年（昭和31年）5月21日に「神像（2躯）」が秋田県指定有形文化財に指定された。神像は2体とも上半身のみであり、腕先は失われている。1体は立烏帽子に袍をまとい、現存高73.6cm、もう1体は萎烏帽子に直垂をまとい、現存高69.5cmである。マツ材の一本造りで、かつて旭岡山の神木であったとうかがえる。
かつて所在地は平鹿郡山内村（平鹿郡山内村大沢字上庭当田123）であったが、同村の大沢地区が1959年（昭和34年）に横手市に編入したことにより、所在地は現行のものとなった。

## 祭事

### 梵天奉納祭
毎年2月17日に行われており、「旭岡山神社の梵天」として1999年（平成11年）1月20日に横手市指定文化財に指定されている。従来は旧暦1月17日に行われていたが、1952年（昭和27年）に坂上田村麻呂が神社を創建したと言われる新暦2月17日に改められた。

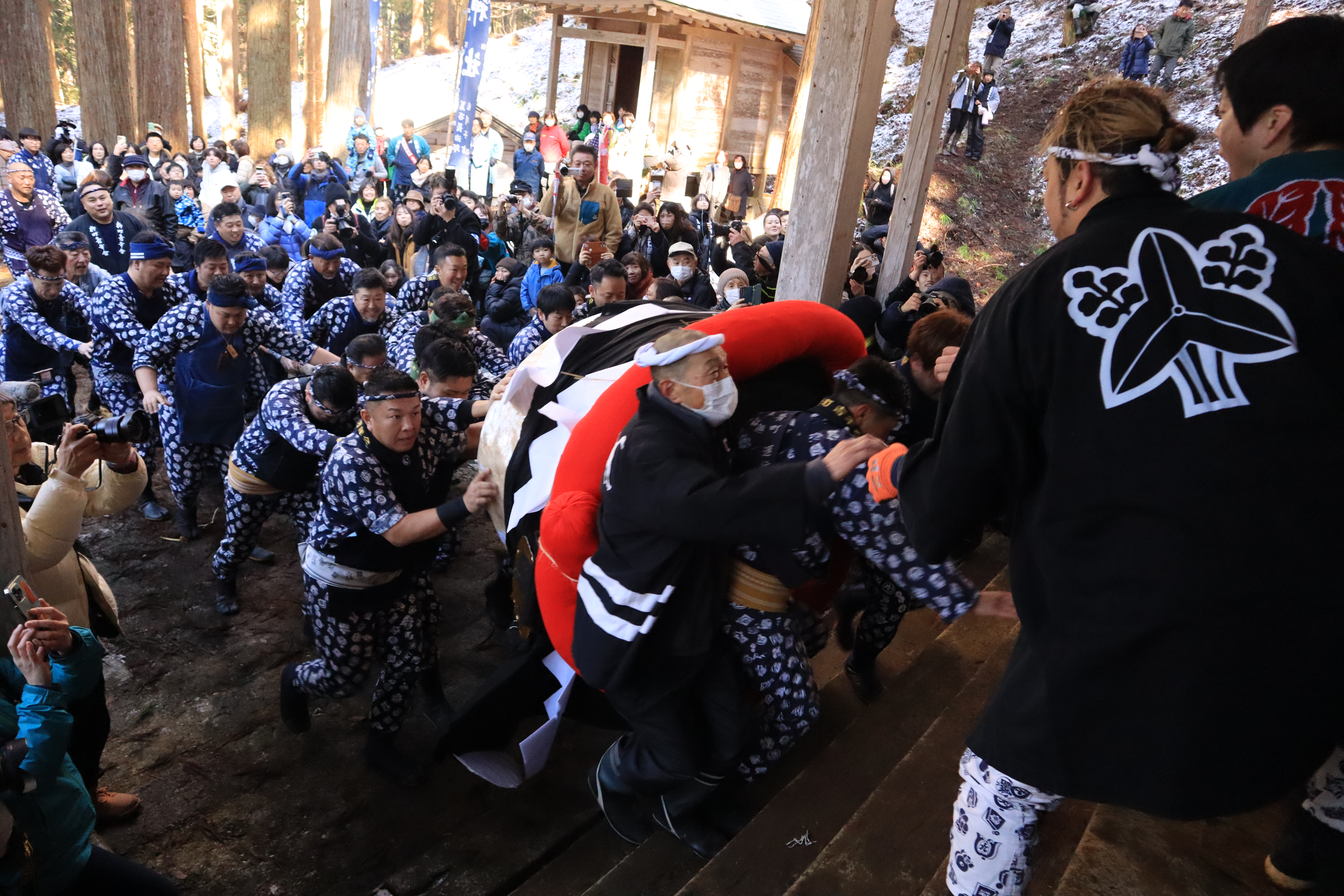
梵天奉納の様子

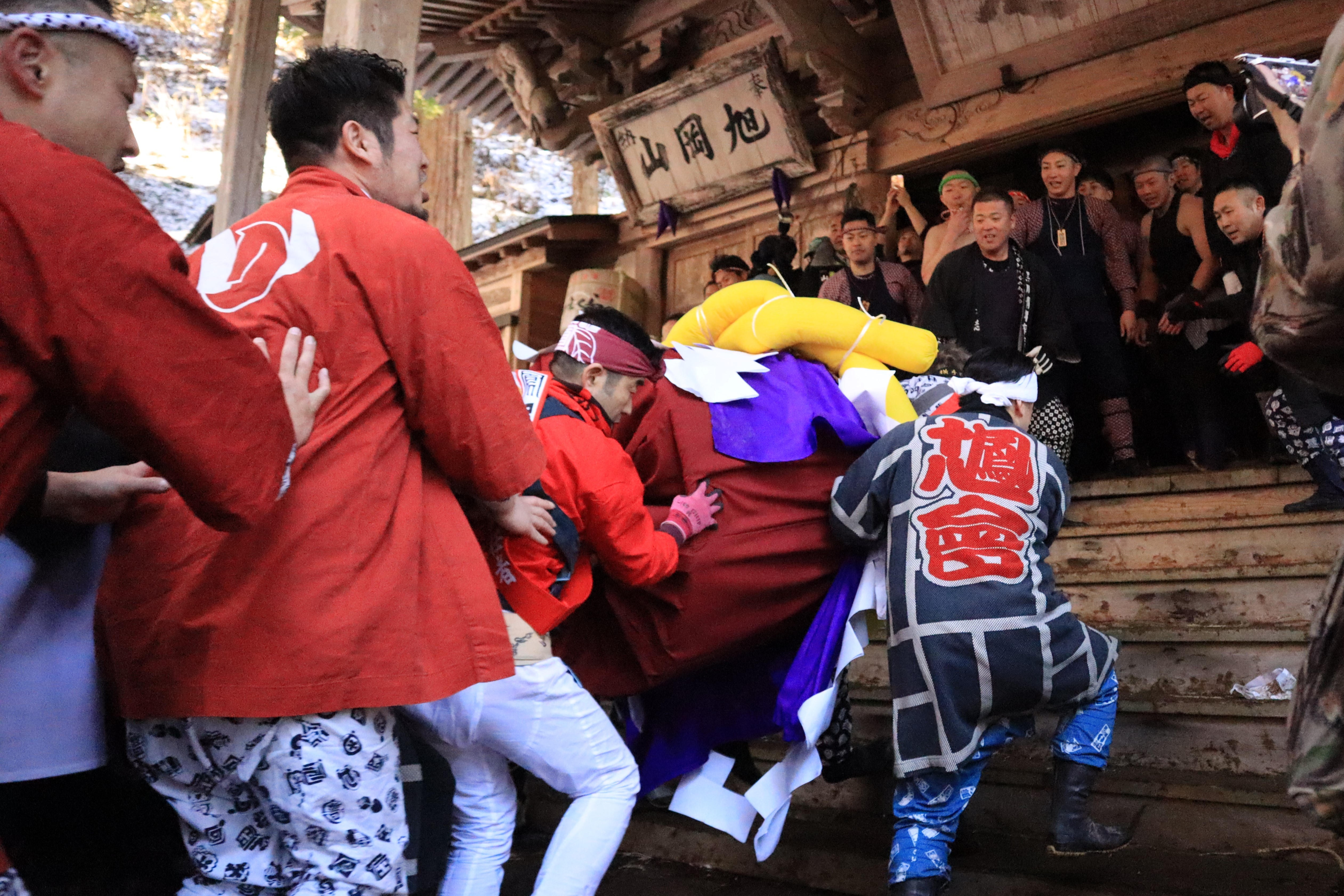
梵天奉納の様子

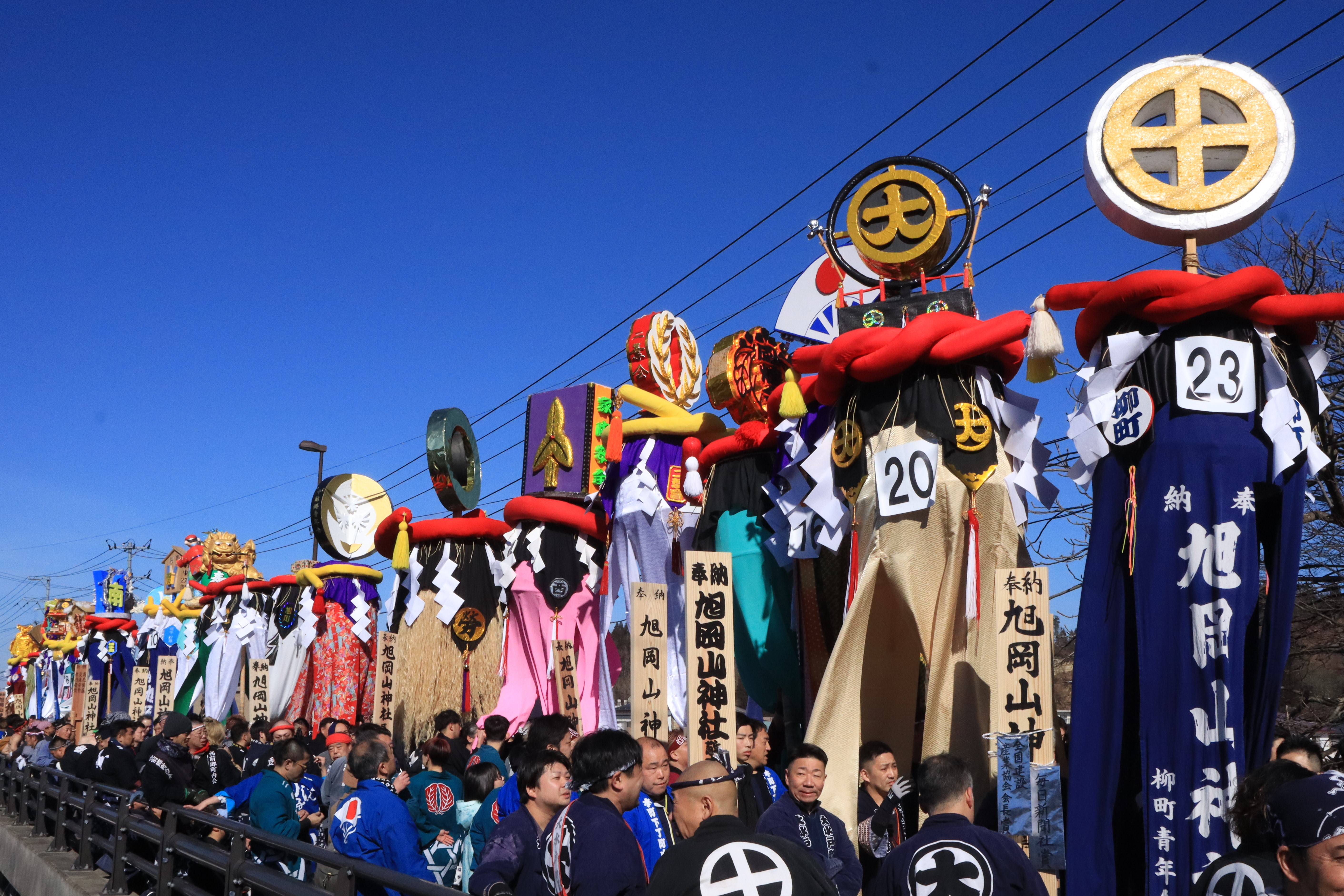
旭岡山神社へ向かう梵天（横手川本郷橋）

梵天の奉納は各町内会や青年会、企業や各団体の有志によって行われ、梵天を担ぎながら横手市役所本庁舎前からの約4kmの道のりを練り歩き、旭岡山神社へと奉納する。道中では法螺貝が吹かれ、梵天唄を披露しながら「ジョヤサ、ジョヤサ」と掛け声を上げながら、旭岡山神社を目指す。旭岡山神社の仁王門に近づくと梵天の頭飾りは外され、門の前で二礼二拍手をした後一気に参道（全長約640m）へと突っ込む。拝殿前では奉納を終えた若衆が行く手を阻み、次に奉納しようとする若衆を押し返す「もみ合い」が起こり、行事は最高潮を迎える。奉納を終えた後、梵天は山の麓にある社務所前で解体し、布や鉢巻き、制札を社務所に納める。そこでお神酒と酒肴を受け、直会をして一連の行事は終わる。
梵天は、4.3mある竿の先に直径90cmの竹籠を取り付け、さがりと呼ばれる色鮮やかな布や直径15cmほどの太い鉢巻を巻き付け装飾し、籠の上に頭飾りを乗せる。重さは約30〜40kgあり、いかに軽く・そして豪華に作れるかが問われる。旭岡山神社の梵天奉納祭で用いられる梵天は頭飾りが特徴的で、他の梵天行事より豪華で意匠を凝らした作りになっており、1959年（昭和34年）からは頭飾りの豪華さや出来栄えを競う「梵天コンクール」も開催されている。
梵天の起源について、幣帛の一種である御幣が次第に大きく作られるようになり、徐々に装飾化されていったものであると伝えられており、また行事の起源については、明治中期頃まで行われていた巻狩で用いられた馬簾を象ったものであるという説や、嘉永時代に八軒町の某が紙の梵天を奉納したことが始まりであるといった説があるが、判然としない。ただ、嘉永7年の梵天制札が拝殿に残されており、少なくともそれ以前から行事が行われていたということは判明している。

## 文化財
- 秋田県指定有形文化財
  - 神像 2躯（1956年〈昭和31年〉5月21日指定[7][8]）
- 横手市指定文化財
  - 旭岡山神社の梵天（1999年〈平成11年〉1月20日指定[11]）
- 横手市指定天然記念物
  - 旭岡山神社の七本杉（1975年〈昭和50年〉10月1日指定[19]）
    - 七本杉は社殿の周りに点在していたが、指定の10年前頃にはすでに4本となっており、神木として祀られていた[19]。1998年（平成10年）に行った樹木医による診断では、天狗（てんぐ）杉が枯死、御解除（みはらい）杉・箒（ほうき）杉が樹勢の弱い状況であり、御蔭斉（みかくし）杉のみが2006年時点で健在である[19]。灯蓋（とうがい）杉・姥（うば）杉・慰（じじ）杉は指定時点で倒伏済み[19]。